# ウクライナの宇宙開発

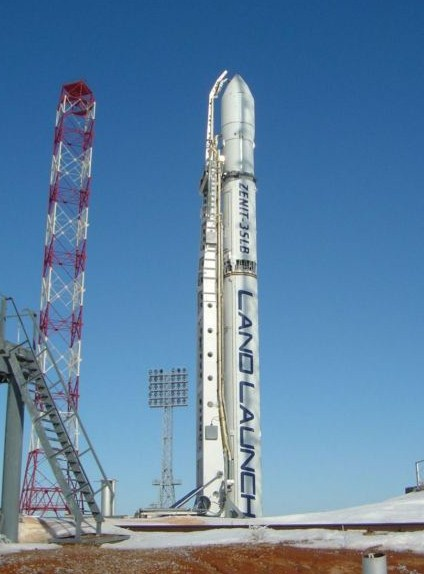
シーローンチで使用されるゼニット-3SL

ウクライナの宇宙開発（ウクライナのうちゅうかいはつ）では、ウクライナにおける宇宙開発について述べる。

## 歴史
ウクライナはソビエト連邦時代から宇宙開発において重要な役割を果たしてきた。ソビエト連邦の宇宙開発のうち約 30 % がウクライナにおける研究の成果として知られている。ユージュノエ設計局は主要な大陸間弾道ミサイルを開発した。1991年の独立後は経済難にもかかわらず、技術、設備を温存してきた。
1992年には独立後初の人工衛星をツィクロン3ロケットでストレラをロシアのプレセツク宇宙基地から打ち上げた。
1993年にウクライナ国立宇宙機関が設立された。
1995年にはアメリカ、ロシア、ウクライナ、ノルウェーの4ヶ国合弁事業であるシーローンチに参加した。
オービタル・サイエンシズのアンタレスロケットの1段目の製造を担当する。
2003年にはブラジルと宇宙開発で協力することに合意して2006年には50対50の出資比率での合弁事業としてアルカンタラ射場からツィクロン-4を打ち上げるためにAlcântara Cyclone Spaceを設立したが、資金難や政治的理由により遅延して2015年に中止された。
2005年にはインド宇宙研究機関と新型ロケットのエンジンに関する協力関係を締結した。

## 対外関係
独立後、最初に打ち上げた人工衛星がロシアのプレセツク宇宙基地から打ち上げたロシアのストレラであるようにロシアとは密接な関係を保ちながら活動を続ける。ソビエト時代に培われた技術力は西側諸国からも一目置かれ、各国との共同計画に参加する。1995年にはアメリカ、ロシア、ウクライナ、ノルウェーの4ヶ国合弁事業であるシーローンチに参加した。
2005年6月2日、インドとウクライナは2006年2月15日から発効する予定だった宇宙空間の平和利用のための協力へのウクライナとインドの間での枠組みの合意に調印した。この枠組みは国際輸出規制レジームの平和利用に特化した協定遵守だった。ミサイル技術管理レジームでインドはウクライナから平和利用の技術のみ技術移転を受けられる。枠組みの合意の3章に宇宙輸送システムと科学研究目的の組み立て、製造、打ち上げ、運用と打ち上げ機、人工衛星と他の宇宙システムについて記述される。
2006年11月にウクライナはISROのためにケロシンと液体酸素を推進剤とする二段燃焼サイクルの液体燃料ロケットエンジンを開発する契約に調印した。エンジンは平和目的のみの利用とされ、複製、改造、更新、第三国への再輸出、移転はユージュノエ設計局とウクライナの輸出管理機関の合意なくしてはできない。そして軍用は厳禁である。合意は同様にウクライナ政府も関与している。
欧州宇宙機関とはヴェガロケットの4段目のエンジンであるRD-843をユージュノエ設計局およびユージュマシュからの供給で協力する。また、オービタル・サイエンシズのアンタレスロケットの1段目の製造を担当する。
2003年にはブラジルと宇宙開発で協力することに合意して2006年には50対50の出資比率での合弁事業としてアルカンタラ射場からツィクロン-4を打ち上げるためにAlcântara Cyclone Spaceを設立した。ウクライナは独立後には国内に発射場を持たずに他国へ依存しており、赤道直下にアルカンタラ射場を保有するブラジルとの思惑が一致して合弁事業の設立に至った。当初の予定では2010年に最初の打ち上げの予定だったが、2010年のウクライナの政権交代により、親ロシア派のヤヌコーヴィチ政権の樹立、資金難、ロシアからの知的財産の問題の未解決により遅延した。10億R$投資したが投資額に見合った成果が得られず、2015年7月に中止した。ツィクロン-4のエンジンはロシアのエネゴマシュ製でウクライナからブラジルへの輸出にはロシアの輸出承認が必要だった。ウクライナはツィクロン-4の設計の95%を所有し、ロシアは5%の所有とされ、ロシア製の部品に依存せずに製造する事は可能だったとされる。しかし、地理的、歴史的にウクライナにとってロシアは最も重要なパートナーであり、ツィクロン-4のような単一の計画のためにこれまで築き上げてきたでロシアとの協力関係を損ねる事は避けなければならない状況だった。ブラジルとの協力に合意した当時、ロシア、ウクライナ、アメリカの合弁事業のシーロンチは一定の成功を収めていた。ロシアとしてはウクライナが宇宙開発の活動において"自立"する事は望ましくなく、自国側の陣営に留めて置く意図があったとされる。

## ウクライナの人工衛星

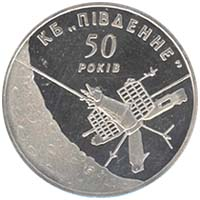
シーチ-1Mのコイン

ウクライナは地球観測衛星シーチ、オケアンを製造し、その他ロシアと共同でいくつかの衛星を製造した。
1992年以降、自国での使用目的で合計 6 機の人工衛星を設計・製造し、打ち上げた。最新の衛星は2004年に打ち上げられたシーチ-1Mである。現在ウクライナ宇宙機関はシーチ-2、シーチ-2M、シーチ-3-0、シーチ-3-Pといった更なるシーチ衛星シリーズを研究している。

## ウクライナの打上げ機

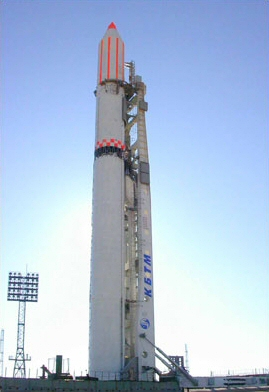
ゼニット-2

1991年から2007年にかけて、ウクライナの打上げ機（launch vehicle）が合計 97 基打ち上げられた。2006年度では、ウクライナは世界の宇宙への打ち上げのうち 12.1 % を占めていた。
ウクライナの企業であるヤンゲリ・ユージュノエ国家設計局とマカロフ・ユージュニィ機械製造工場（ユージュマシュ）は7種類の打上げ機を設計・製造している。
- ツィクロン
- ツィクロン-2
- ツィクロン-3
- ゼニット-2
- ゼニット-3SL（英語版）
- ドニエプル-1
- Mayak
- OREL

ウクライナ国内には射場が存在せず、ロケットの打上げにはカザフスタンのバイコヌール宇宙基地、ロシアのプレセツク宇宙基地、シーローンチ社の海上打ち上げプラットフォームが使用される。
ブラジルと共同でアルカンタラ射場からツィクロン-4の打ち上げを目指していた。しかし、政権交代や資金難、ロシアの知的財産を巡る政治的理由により中止された。
日本のNano-JASMINEが最初に打ち上げられる契約で、打ち上げは2011年8月以降を予定していた。
なお、ユージノエおよびユージュマシュは、ESAのヴェガロケット第4段の RD-843エンジンの納入を行っている。

## 有人飛行

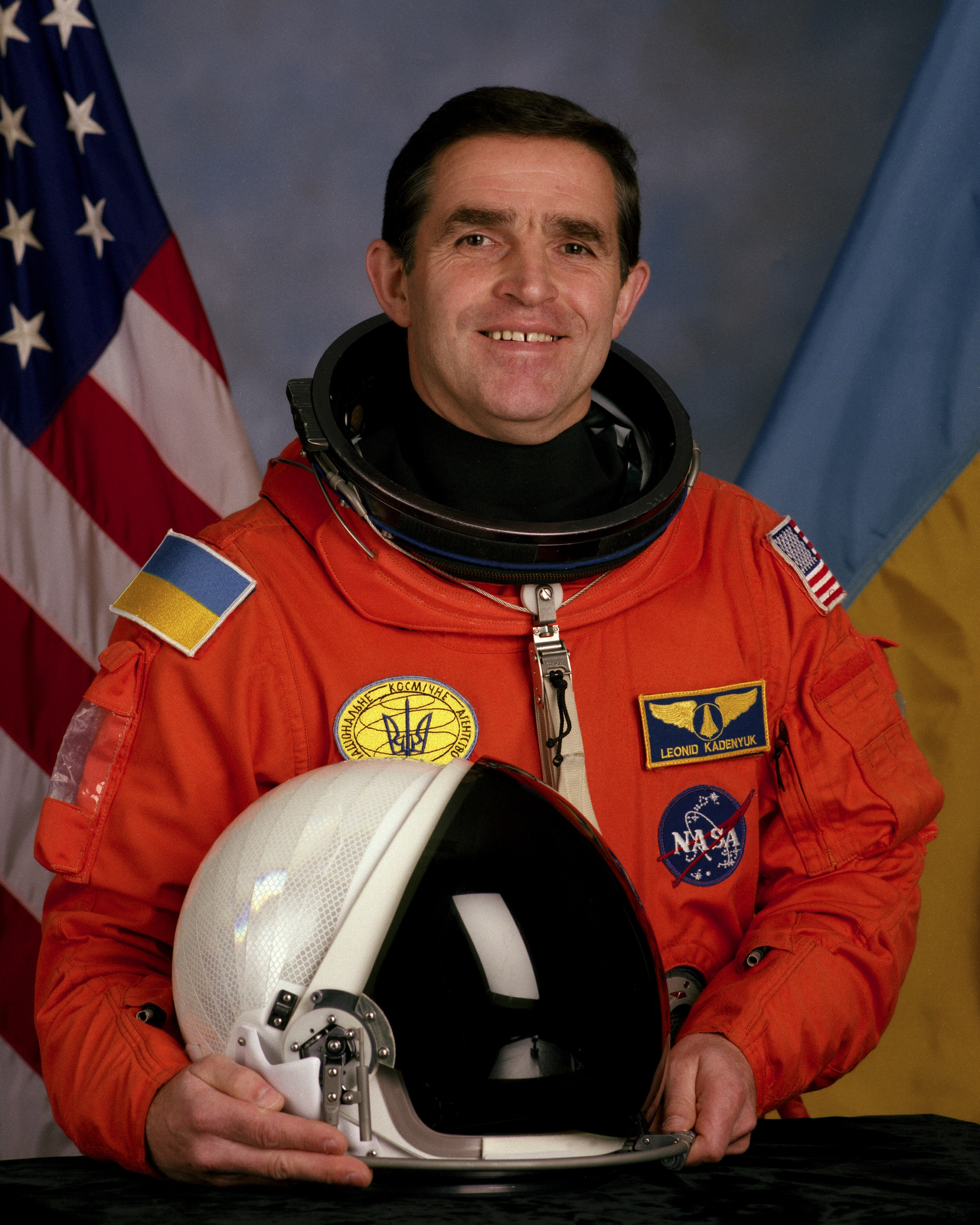
ウクライナ独立後初の宇宙飛行士、レオニド・カデニューク

ウクライナ独立以前は数人の宇宙飛行士がソビエト国籍で宇宙飛行を行った。ウクライナ国籍をもった初の宇宙飛行士はレオニド・カデニュークで、彼は1997年5月13日に NASA の STS-87 ミッションにペイロード・スペシャリストとして搭乗した。このミッションには日本の土井隆雄（NASDA）も参加していた。

## ギャラリー

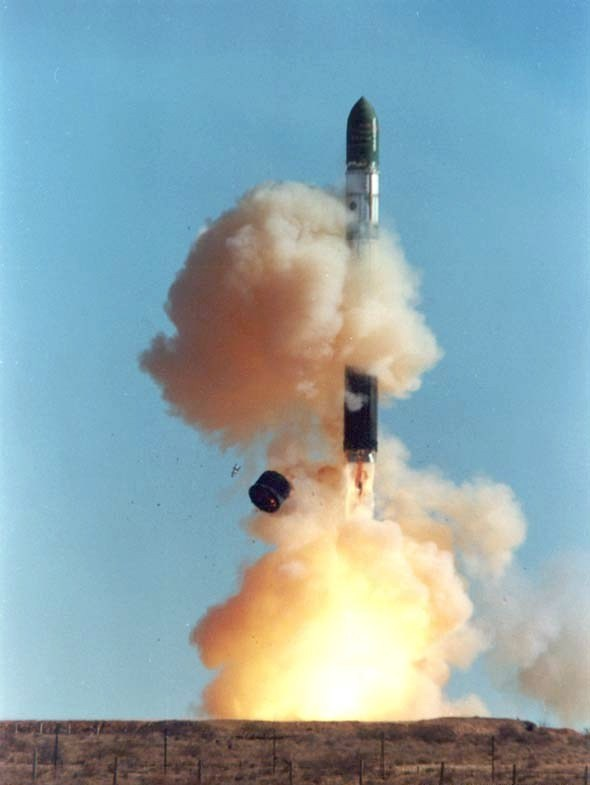
地下サイロから発射されるドニエプルロケット
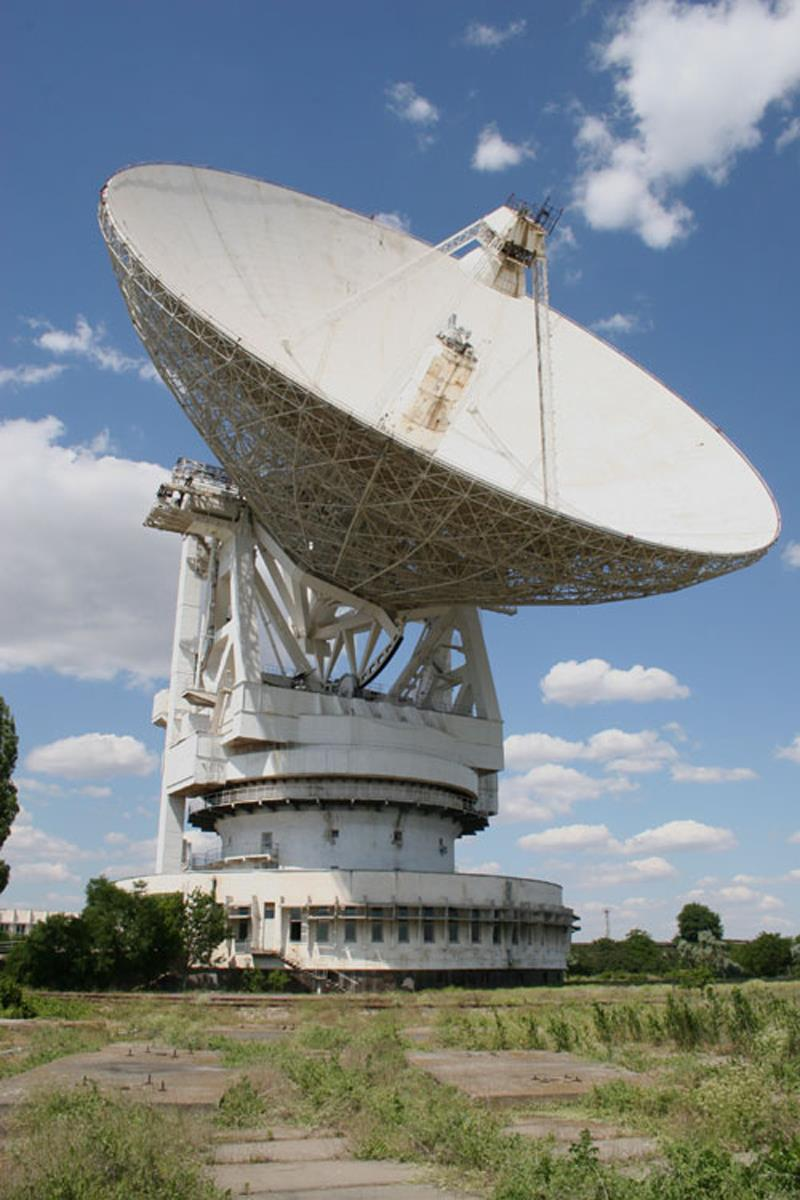
直径70-mの YevpatoriaのP-2500RT-70 電波望遠鏡
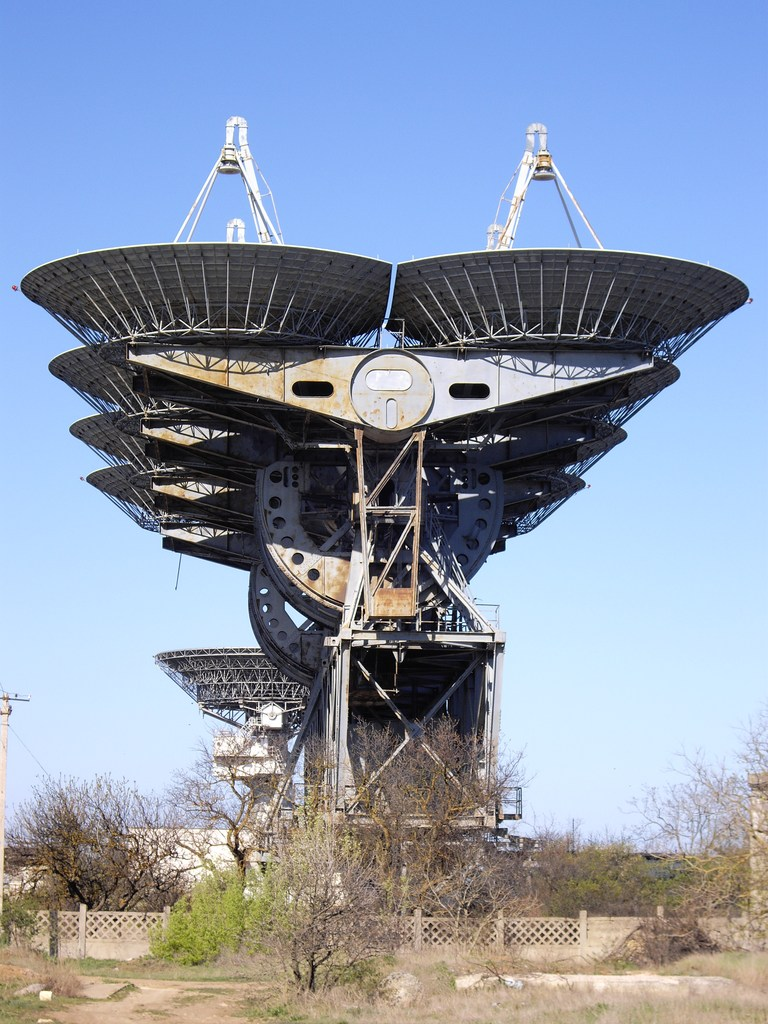
tracking facilities in Yevpatoria